# Brentwood (California)
Brentwood è una città californiana sita nella contea di Contra Costa. Si trova nell'area della Baia di San Francisco.

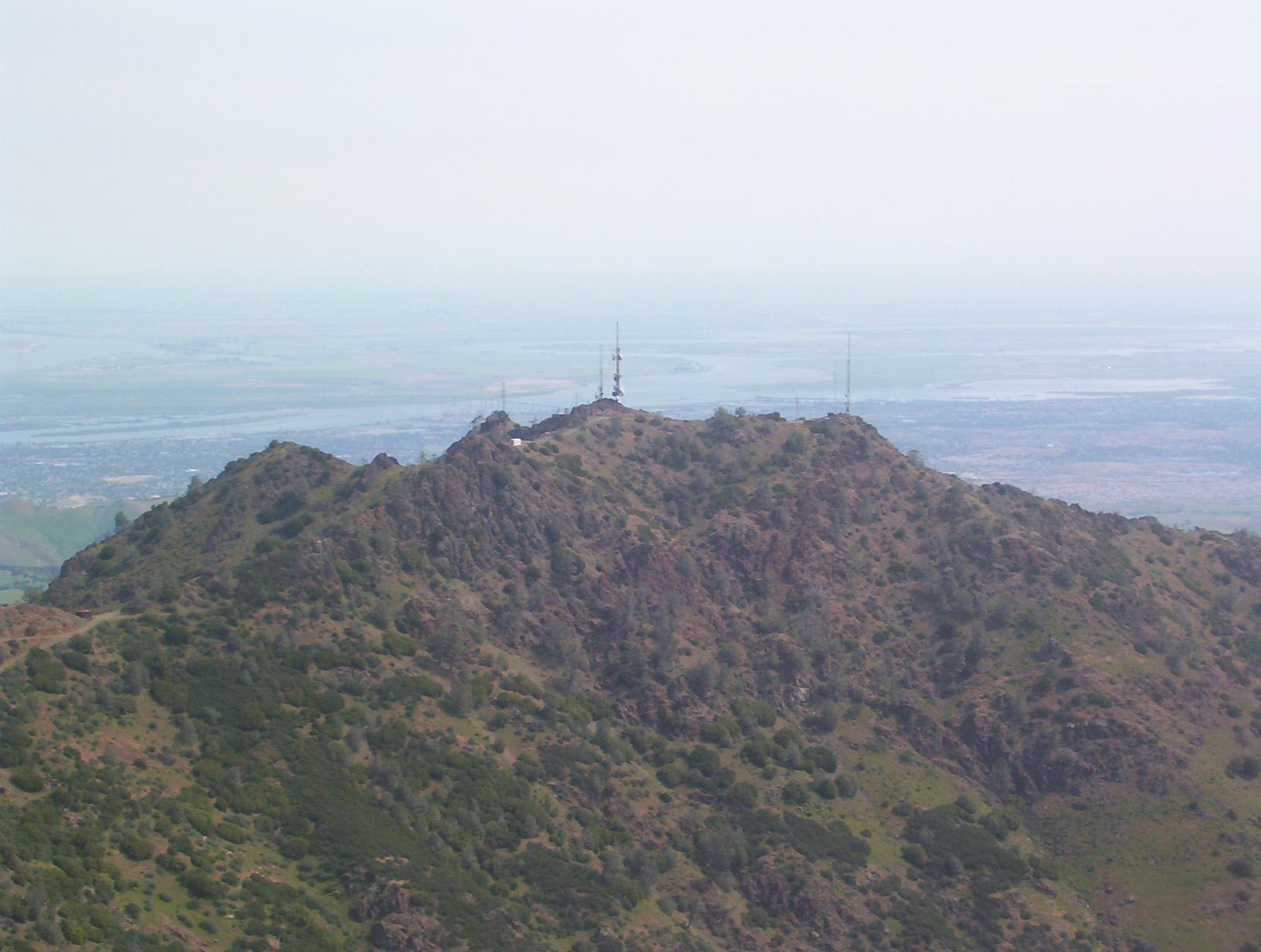
Veduta dal Monte Diablo che mostra Antioch (a sinistra), il North Peak (al centro) e Brentwood (a destra).